# Ammi visnaga
Ammi visnaga là một loài thực vật có hoa trong họ Hoa tán. Loài này được (L.) Lam. mô tả khoa học đầu tiên năm 1778.

## Hình ảnh

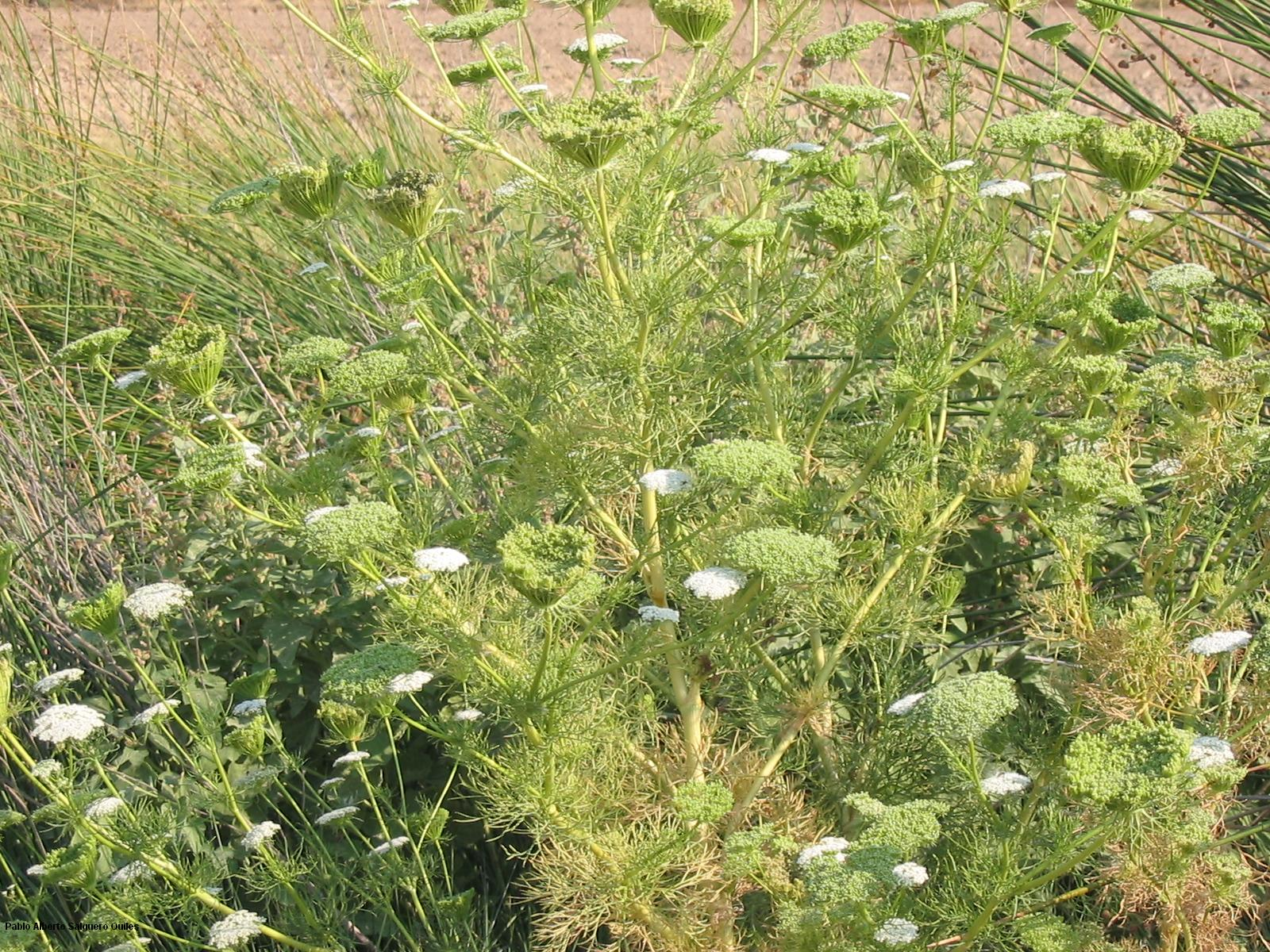
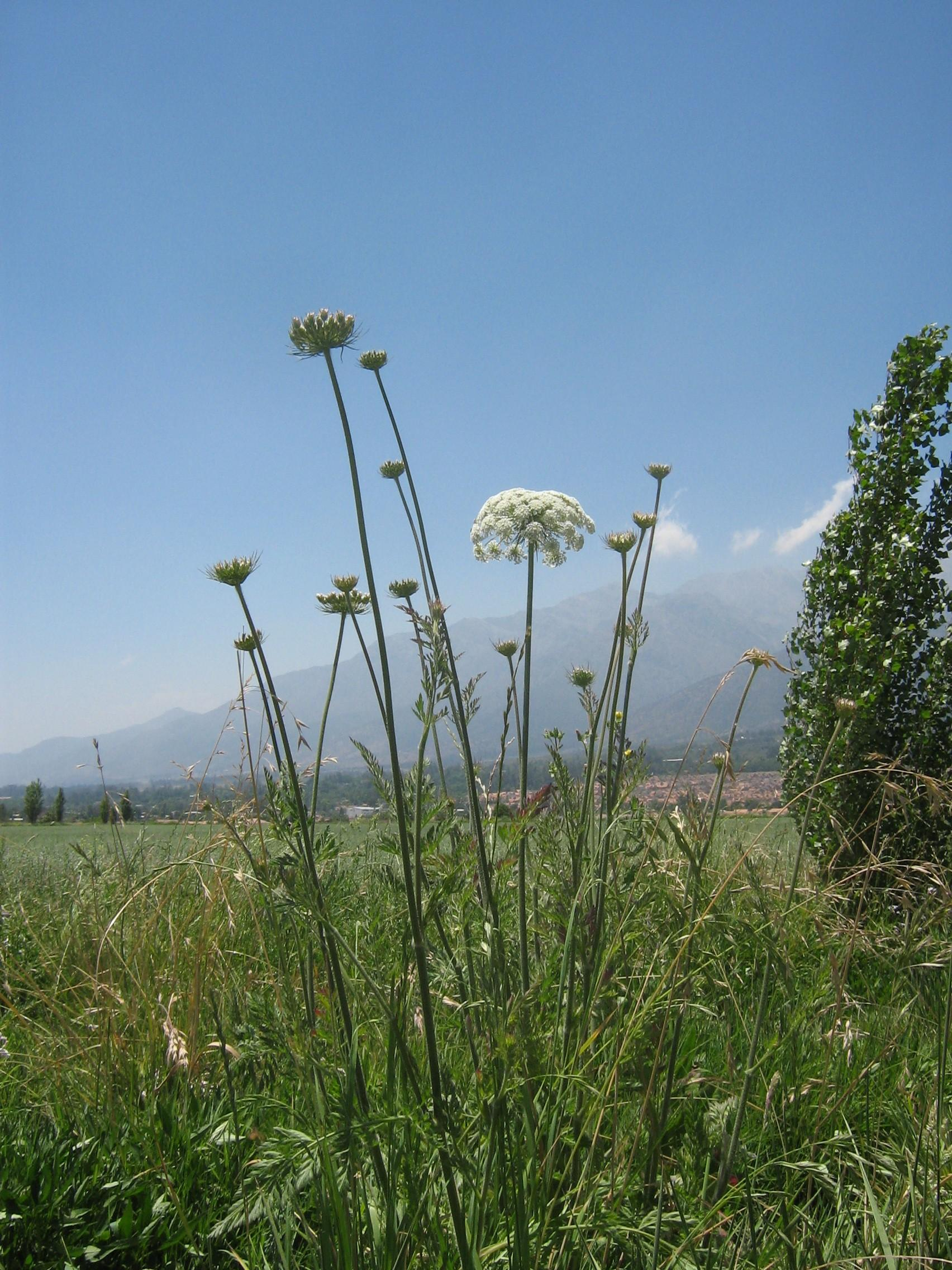
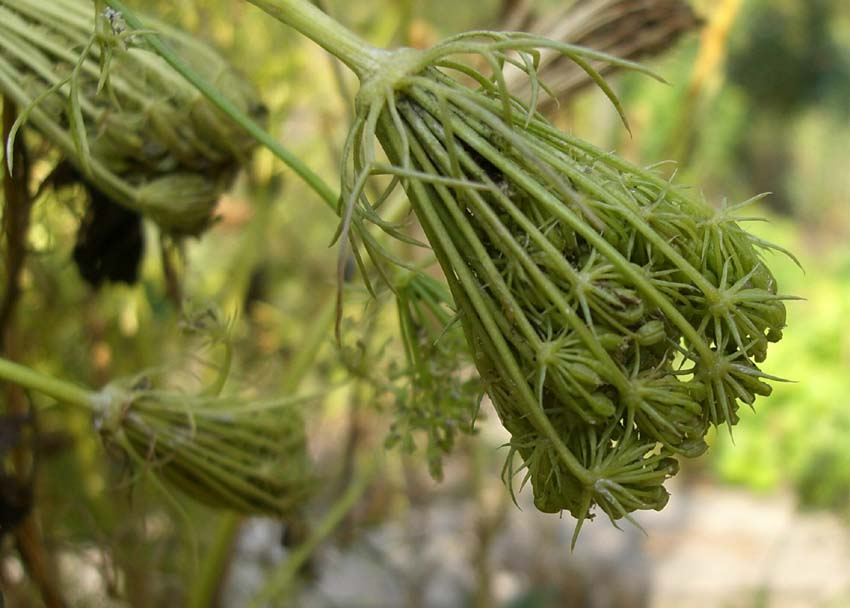
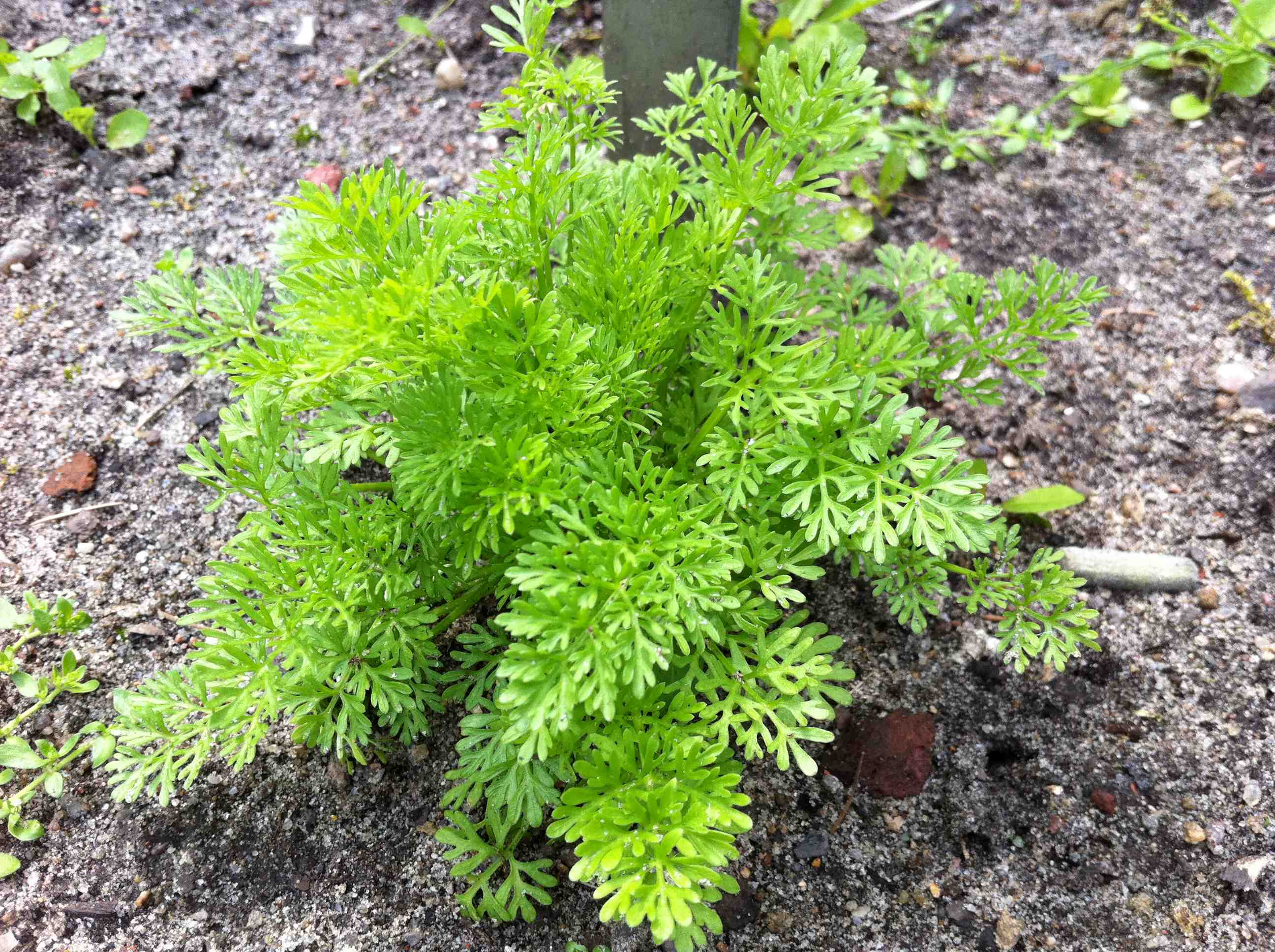